# وجه شرطی
وجه شرطی وجهی از فعل است که برای توصیف وضعیتی به کار می‌رود که رخ‌دادن آن منوط به تحقق یک شرط باشد.
در فارسی افعال به سه وجه اخباری، التزامی و امری تقسیم می‌شوند. وجه شرطی در فارسی استقلال و ساخت خاصی از خود ندارد و از نوع وجه التزامی است.